# Kwartet Jorgi
Kwartet Jorgi – polski zespół muzyczny założony w 1982 roku.
Gra muzykę folkową sięgającą do tradycji ludowej muzyki słowiańskiej (polskiej, bałkańskiej, huculskiej czy ukraińskiej), celtyckiej, irlandzkiej, greckiej i afrykańskiej (muzyka egipska), inspirował się również muzyką klasyczną, która odwoływała się do muzyki ludowej (dzieła Fryderyka Chopina, Karola Szymanowskiego, Wincentego Lutosławskiego).

## Muzycy

### Obecny skład zespołu
- Maciej Rychły[6] – flety, bębny[7], instrumenty pasterskie[1]
- Waldemar Rychły[6] – gitara[7], dzwonki[1]

### Byli członkowie zespołu
- Grzegorz Kawka (współzałożyciel)[8] – altówka[2]
- Andrzej Trzeciak (współzałożyciel, w zespole do 1995 roku) – wiolonczela[8]

### Gościnna współpraca
- Łukasz Banaszkiewicz – saksofon[1][9]
- Ryszard Bazarnik – bębny[1][9]
- Andrzej Brych – trąbka[7][9]
- Janusz Brych – saksofon[7] sopranowy[1]
- Bartosz Bryła[10] – skrzypce[7][2]
- Tomasz Dolezich – skrzypce (występy z zespołem około 2004 roku)[11]
- Dawid Fabisiak – skrzypce[9]
- Maciej Giżejewski – bębny etniczne[1]
- Wiktor Golc – bębny etniczne[1]
- Tomasz Kiciński – dudy (współpraca około 2006 roku)[4][9]
- Jacek Kisielewski – bębny[1][9]
- Julia Łuczak – harfa[1]
- Tomasz Mazur – trąbka[1][9]
- Radosław Nowakowski – bębny[7][9]
- Mateusz Nowicki – fagot[9]
- Jakub Pogorzelski – bębny[1][9]
- Paweł Postaremczak – saksofon[1]
- Aleksandra Szwejkowska-Belica – skrzypce[9]

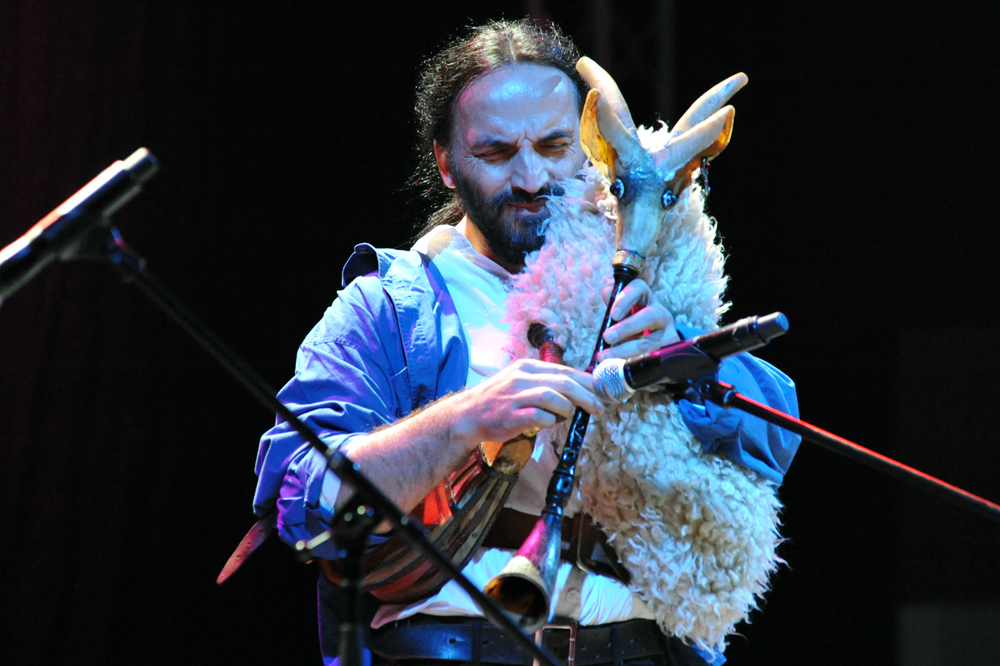
Maciej Rychły – Festiwal Skrzyżowanie Kultur 2011
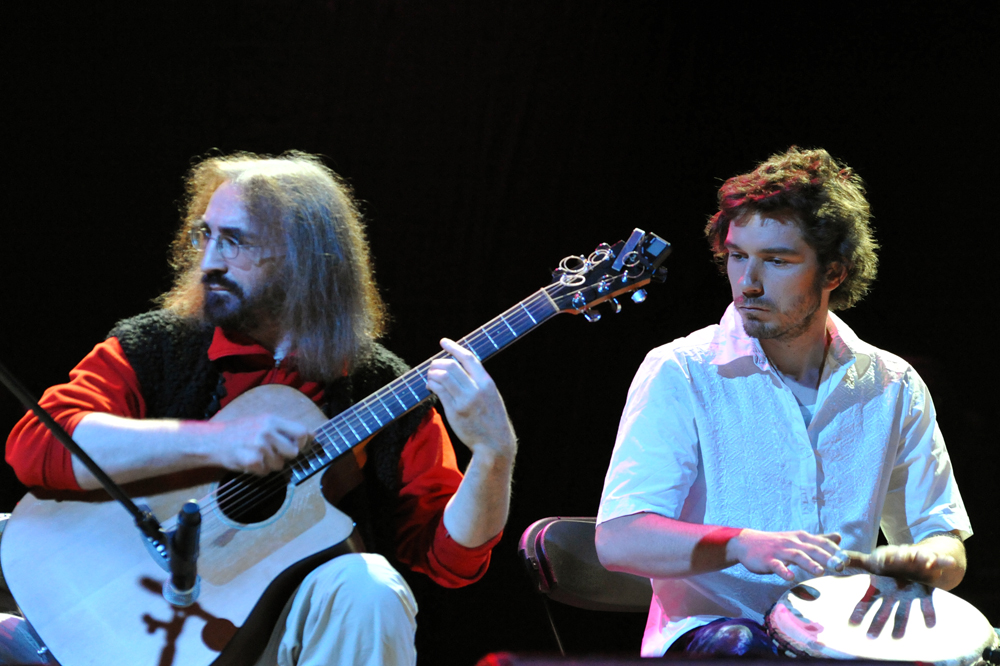
Waldemar Rychły – gitara, Kuba Pogorzelski – djembe – Festiwal Skrzyżowanie Kultur 2011
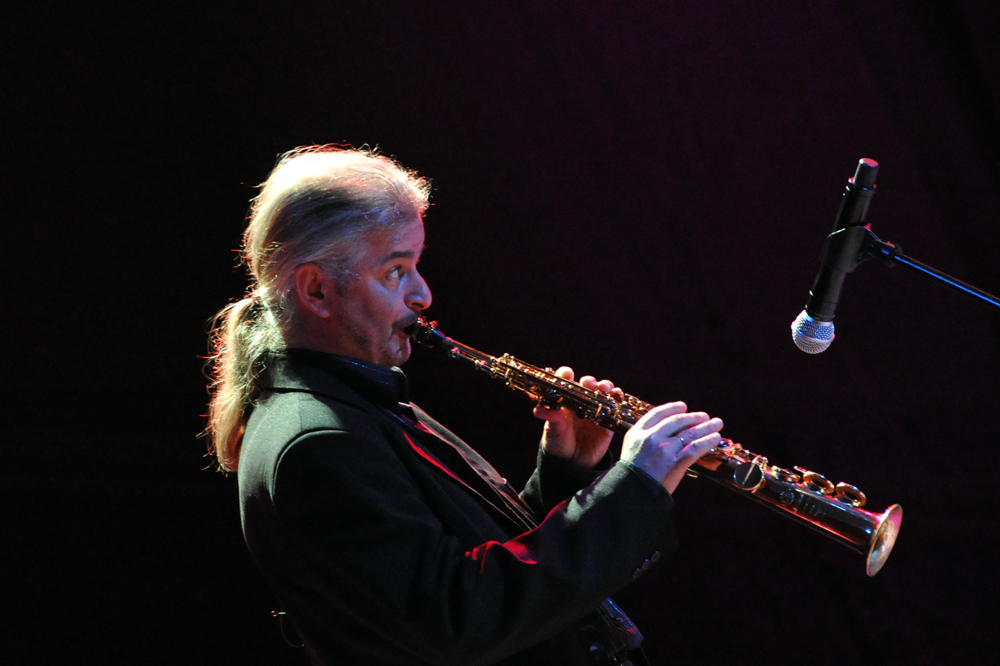
Janusz Brych na saksofonie sopranowym – Festiwal Skrzyżowanie Kultur 2011
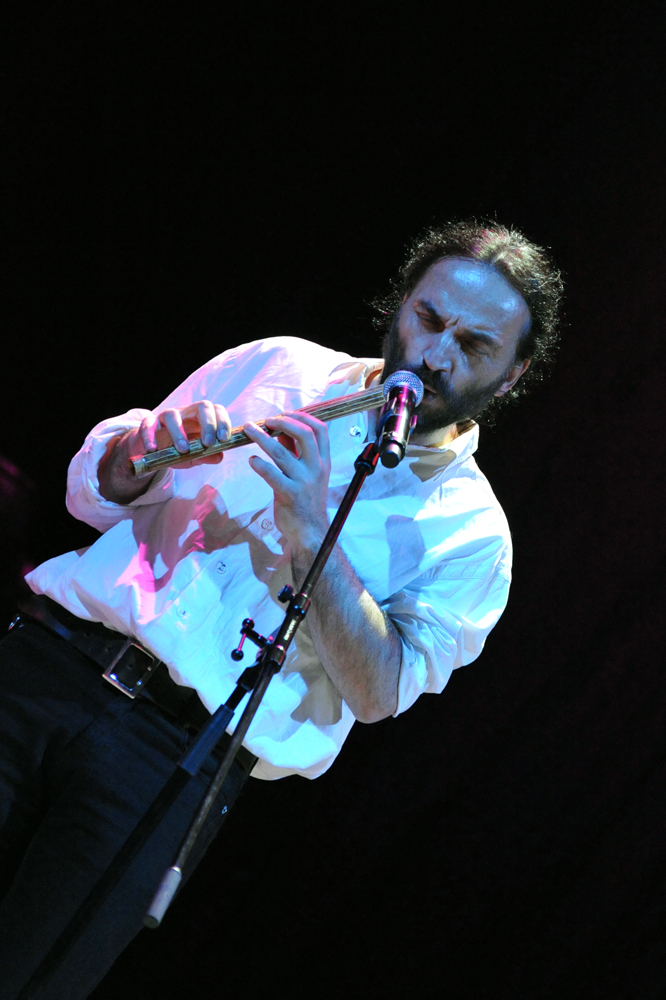
Maciej Rychły – Festiwal Skrzyżowanie Kultur 2011

## Historia
Zespół został założony w 1982 roku przez braci Macieja i Waldemara Rychłych, Grzegorza Kawkę i Andrzeja Trzeciaka, absolwentów VIII Liceum Ogólnokształcącego im. Adama Mickiewicza w Poznaniu. Nazwa grupy pochodzi od XVI-wiecznego fletnisty, Tomasza Jorgi z Poznania. Grupa debiutowała wobec większej publiczności na Pikniku Country & Folk w Mrągowie w 1984 roku.
Kwartet Jorgi występował w Polsce, np. na Przystanku Woodstock w 2012 roku, jak i na festiwalach zagranicznych, współpracował z polskimi teatrami, np. pisał muzykę do spektakli Ośrodka Praktyk Teatralnych „Gardzienice”, Teatru im. Stanisława Ignacego Witkiewicza w Zakopanem, teatru Kana czy Teatru Wierszalin z Supraśla, wykonywał także nagrania radiowe, filmowe i telewizyjne.

## Dyskografia
- Life Kwartet Jorgi[13] (1985, LP)[14]
- Kwartet Jorgi (1987, LP)[15]
- Kwartet Jorgi Vol. 1 (1989 MC[16]; 1990, LP)[17]
- Kwartet Jorgi (1991, CD; 1996, MC; 1997, CD)[18]
- To i Tao (1991, CD; 1992, MC; 1995, MC, 1997, CD)[19]
- Kwartet Jorgi [vol.1 i 2][13](1992, CD)[20]
- Gędźbowa knieja (1944, MC)[13]
- 1994: Quartet – płyty 1 i 2[2]
- Jorgi – Chopin (1995, CD)[21]
- Muzyka na trąbkę, gitarę i flet (2000, CD)[13][22]
- Muzyka na trąbkę, gitarę i flet (2002, CD)[23][24]